# Station Trakiszki
Station Trakiszki is een spoorwegstation in de Poolse plaats Trakiszki.